# 武坪镇
武坪镇，原为武坪乡，是中华人民共和国甘肃省甘南藏族自治州舟曲县下辖的一个乡镇级行政单位。2018年9月撤乡改镇。

## 行政区划
武坪镇下辖以下地区：
哈迭村、坝子村、桥子村、那下村、黄加村、吾别村、哈河坝村、河那村、亚下村和新地村。